# Russ Columbo
Russ Columbo (14. ledna 1908, Camden, New Jersey, USA – 2. září 1934, Los Angeles, Kalifornie) byl americký zpěvák.

## Život a kariéra
Narodil se v Camdenu ve státě New Jersey jako dvanáctý potomek italských přistěhovalců a již od dětství se věnoval hře na housle. Později se s rodinou přestěhoval do Los Angeles. Od roku 1928 působil v orchestru Guse Arnheima. Je například autorem písně „Prisoner of Love“, kterou později nahrála řada hudebníků, mezi něž patří například Billy Eckstine a James Brown. Vystupoval například ve filmech Wolf Song (1929). Broadway Through a Keyhole (1933) a Wake Up and Dream (1934). Rovněž byl vlastníkem nočního klubu Club Pyramid. V roce 1934 byl zastřelen svým dlouholetým přítelem, fotografem Lansingem Brownem. Stalo se to v době, kdy u něho byl Columbo na návštěvě a prohlíželi si Brownovu sbírku střelných zbraní.

## Pocty
V roce 1958 nahrál zpěvák Jerry Vale tributní album nazvané I Remember Russ. Roku 1995 vydal Tiny Tim desku Prisoner of Love: A Tribute to Russ Columbo.